# Carlia luctuosa
Carlia luctuosa är en ödleart som beskrevs av  Peters och DORIA 1878. Carlia luctuosa ingår i släktet Carlia och familjen skinkar. Inga underarter finns listade.